# Burni Pantan Cuaca
Burni Pantan Cuaca är ett berg i Indonesien.   Det ligger i provinsen Aceh, i den västra delen av landet, 1 600 km nordväst om huvudstaden Jakarta. Toppen på Burni Pantan Cuaca är 2 466 meter över havet, eller 85 meter över den omgivande terrängen. Bredden vid basen är 1,0 km.
Terrängen runt Burni Pantan Cuaca är bergig söderut, men norrut är den kuperad. Trakten runt Burni Pantan Cuaca är nära nog obefolkad, med mindre än två invånare per kvadratkilometer. I omgivningarna runt Burni Pantan Cuaca växer i huvudsak städsegrön lövskog.